# Serowe
Serowe je grad u Bocvani, sjedište distrikta Central. Nalazi se oko 250 km sjeverno od glavnog grada Gaboronea. Tradicionalno je sjedište naroda Mangwato (Bamangwato). U Seroweu je rođen prvi bocvanski predsjednik Seretse Khama, kao i Festus Mogae, predsjednik od 1998. do 2008. godine.
Godine 2001. Serowe je imao 42.444 stanovnika.

## Vanjske poveznice

### Ostali projekti
|  | Zajednički poslužitelj ima još gradiva o temi Serowe |